# پرتی پورهونن
پرتی پورهونن (انگلیسی: Pertti Purhonen؛ ۱۴ ژوئن ۱۹۴۲ – ۵ فوریه ۲۰۱۱ (aged 68)) ورزشکار بوکس اهل فنلاند بود.
وی در مسابقات کشوری و بین‌المللی در مجموع برندهٔ ۱ مدال برنز شده‌است.